# My Life (canção de 50 Cent)
My Life é uma canção do rapper americano 50 Cent, segundo single de seu quinto álbum de estúdio Street King Immortal.
O single, que conta com a participação do seu mentor, o rapper Eminem e o vocalista do Maroon 5 "Adam Levine".
foi produzido pelo produtor musical americano "Symbolyc One". A canção estreou na rádio americana estação Hot 97 ,
e foi disponibilizado para Download digital no iTunes Store em 26 de novembro de 2012.

## Gráficos
| Parada musical (2012–13)                       | Melhor posição |
| ---------------------------------------------- | -------------- |
| Austrália (ARIA)                               | 28             |
| Áustria (Ö3 Austria Top 75)                    | 55             |
| Bélgica (Ultratip Bubbling Under de Flandres)  | 2              |
| Bélgica (Ultratip Bubbling Under da Valônia)   | 2              |
| Canadá (Canadian Hot 100)                      | 14             |
| Europa (Billboard Euro Digital Song Sales)     | 4              |
| França (SNEP)                                  | 51             |
| O campo songid é OBRIGATÓRIO PARA PARADA ALEMÃ | 52             |
| Irlanda (IRMA)                                 | 6              |
| Países Baixos (Single Top 100)                 | 89             |
| Nova Zelândia (Recorded Music NZ)              | 33             |
| Suíça (Schweizer Hitparade)                    | 36             |
| Escócia (Scottish Singles Chart)               | 2              |
| South Korea (GAON)                             | 4              |
| Reino Unido (OCC UK R&B)                       | 2              |
| Reino Unido (UK Singles Chart)                 | 2              |
| Estados Unidos (Billboard Hot 100)             | 27             |
| Estados Unidos (Billboard Mainstream Top 40)   | 39             |
| Estados Unidos (Billboard R&B/Hip-Hop Songs)   | 6              |

 
|